# Andrea Secchiero
Andrea Giacomo Secchiero (* 25. Januar 1988 in Mailand) ist ein italienischer Triathlet. Er ist siebenfacher Staatsmeister Aquathlon (2007–2017), Aquathlon-Weltmeister U23 (2009) und Triathlon-Staatsmeister Sprintdistanz (2011).

## Werdegang
2006 wurde er Vierter bei der Junioren-Europameisterschaft Duathlon.
Der Polizist Andrea Secchiero wurde 2007 Staatsmeister Aquathlon und er konnte diesen Titel bis zuletzt 2017 weitere sechs Mal erreichen.
Im Mai 2009 wurde er hinter seinem Landsmann Alessandro Fabian Duathlon-Vize-Europameister U23.
Im September wurde er in Australien Aquathlon-Weltmeister U23.
Andrea Secchiero wurde 2011 in Rimini italienischer Meister auf der Triathlon-Sprintdistanz.
2017 und 2018 konnte er den Kalterer See Triathlon für sich entscheiden und im Mai 2019 wurde er hier nach 2012 und 2013 zum dritten Mal Zweiter.
Im Juli 2019 wurde der 31-Jährige in Rumänien Vize-Europameister Aquathlon.
Im Mai 2023 konnte der 35-Jährige Mailänder zum dritten Mal den Kalterer See Triathlon gewinnen.

## Sportliche Erfolge
| Datum/Jahr    | Rang | Wettbewerb                                  | Austragungsort | Zeit     | Bemerkung                   |
| ------------- | ---- | ------------------------------------------- | -------------- | -------- | --------------------------- |
| 6. Mai 2023   | 1    | Kalterer See Triathlon                      | Kalterer See   | 01:53:34 |                             |
| 12. Okt. 2019 | 4    | ITA Triathlon National Championships        | Cervia         | 01:46:37 |                             |
| 28. Sep. 2019 | 10   | ITA Sprint Triathlon National Championships | Lignano        | 00:53:48 | Sprintdistanz               |
| 11. Mai 2019  | 2    | Kalterer See Triathlon                      | Kalterer See   | 01:54:09 |                             |
| 5. Mai 2018   | 1    | Kalterer See Triathlon                      | Kalterer See   |          |                             |
| 30. Sep. 2017 | 3    | ITA Sprint Triathlon National Championships | Lignano        |          | Sprintdistanz               |
| 6. Mai 2017   | 1    | Kalterer See Triathlon                      | Kalterer See   |          |                             |
| 25. Okt. 2014 | 2    | ASTC Triathlon Asian Cup                    | Hongkong       | 01:53:29 |                             |
| 1. Sep. 2013  | 4    | ITA Triathlon National Championships        | Sapri          | 01:39:38 | Kurzdistanz                 |
| 4. Mai 2013   | 2    | Kalterer See Triathlon                      | Kalterer See   |          |                             |
| 14. Juli 2012 | 3    | ITA Triathlon National Championships        | Tarzo Revine   |          | Kurzdistanz                 |
| 5. Mai 2012   | 2    | Kalterer See Triathlon                      | Kalterer See   |          |                             |
| 1. Okt. 2011  | 1    | ITA Sprint Triathlon National Championships | Rimini         | 00:59:34 | Staatsmeister Sprintdistanz |

| Datum/Jahr   | Rang | Wettbewerb                                    | Austragungsort | Zeit     | Bemerkung                                                         |
| ------------ | ---- | --------------------------------------------- | -------------- | -------- | ----------------------------------------------------------------- |
| 23. Mai 2009 | 2    | ETU Duathlon European Championship U23        | Budapest       | 01:52:57 | Vize-Europameister U23 Duathlon                                   |
| 7. Okt. 2006 | 4    | ETU Duathlon European Championship Junior Men | Rimini         | 00:57:10 | Junioren-Europameisterschaft; hinter dem Briten Alistair Brownlee |

| Datum/Jahr   | Rang | Wettbewerb                           | Austragungsort   | Zeit     | Bemerkung                    |
| ------------ | ---- | ------------------------------------ | ---------------- | -------- | ---------------------------- |
| 5. Juli 2019 | 2    | ETU Aquathlon European Championships | Târgu Mureș      | 00:27:37 | Vize-Europameister Aquathlon |
| 1. Juli 2017 | 1    | ITA Aquathlon National Championships | Recco (Ligurien) | 00:25:55 | Aquathlon-Staatsmeister      |
| 23. Mai 2016 | 1    | ITA Aquathlon National Championships | Italien          |          | Aquathlon-Staatsmeister      |
| 2015         | 1    | ITA Aquathlon National Championships | Italien          |          | Aquathlon-Staatsmeister      |
| 2014         | 1    | ITA Aquathlon National Championships | Italien          |          | Aquathlon-Staatsmeister      |
| 9. Sep. 2009 | 1    | ITU Aquathlon World Championship U23 | Gold Coast       | 00:29:22 | Aquathlon-Weltmeister U23    |
| 2009         | 1    | ITA Aquathlon National Championships | Italien          |          | Aquathlon-Staatsmeister      |
| 2008         | 1    | ITA Aquathlon National Championships | Italien          |          | Aquathlon-Staatsmeister      |
| 2007         | 1    | ITA Aquathlon National Championships | Italien          |          | Aquathlon-Staatsmeister      |

(DNF – Did Not Finish)